# Anthony Elanga
Anthony David Junior Elanga (født 27. april 2002) er en svensk professionel fodboldspiller, som spiller for Premier League-klubben Newcastle United F.C. og Sveriges landshold.

## Baggrund
Anthony Elangas far er den tidligere camerounske landsholdsspiller Joseph Elanga. Anthony blev født imens at hans far spillede for Malmö FF.

## Klubkarriere

### Manchester United
Elanga begyndte sin karriere hos Manchester United, og fik sin debut på seniorholdet den 11. maj 2021 i en Premier League-kamp imod Leicester City. Elanga scorede sit første mål senere på måneden den 23. maj imod Wolverhampton.

### Nottingham Forest
Elanga skiftede i juli 2023 til Nottingham Forest på en fast aftale.

## Landsholdskarriere

### Ungdomslandshold
Elanga har repræsenteret Sverige på flere ungdomslandshold.

### Seniorlandhold
Elanga debuterede for Sveriges landshold den 24. marts 2022.